# 疏毛山芹
疏毛山芹（学名：Angelica scaberulum）是伞形科当归属的植物，为中国的特有植物。分布在中国大陆的云南等地，生长于海拔2,700米至3,300米的地区，常生于山坡、路边草丛内及杂木林中，目前尚未由人工引种栽培。

## 别名
黄藁本（云南维西）